# (197) Arete
(197) Arete és un asteroide que pertany al cinturó d'asteroides descobert el 21 de maig de 1879 per Johann Palisa des de l'observatori de Pula, Croàcia.
Està anomenat en referència a Arete, un personatge de la mitologia grega.